# Musulman sans dénomination
 (décembre 2019).
Un musulman sans dénomination est un musulman qui se dit n'appartenir à aucun courant de l'islam.
Les controverses sectaires ont une histoire longue et complexe dans l'Islam, et elles ont été exploitées et amplifiées par les dirigeants à des fins politiques. Cependant, la notion de l'unité musulmane est restée un idéal important, et dans les temps modernes quelques intellectuels se sont exprimés contre les divisions sectaires. Des études récentes indiquent que dans certaines parties du monde, une grande proportion de musulmans s'auto-identifient comme "uniquement musulman"; à ce jour peu d'analyses sur cette notion ont été publiées,,,,,.

## Terminologie
Le terme madhhabi peut être utilisé c'est-à-dire sans Madhhab.

## Vue d'ensemble

### Histoire du sectarisme
À la mort du prophète, la question de savoir qui devait lui succéder souleva des débats; certains pensaient que suivant la tradition arabe une réunion devait avoir lieu, d'autres ont prétendu qu'il avait désigné son neveu Ali, ce qui a amené à un conflit.

### Développement et pensée
L'islam a apporté un égalitarisme radical à une société farouchement tribale, au sein de laquelle le statut d'une personne était fondée sur son appartenance à sa tribu. Le Coran considère tous les individus comme égaux, effaçant l'importance du statut tribal. L'identité primaire des "Musulmans" est devenu simplement celle du "Musulman", plutôt que son appartenance à sa tribu, son ethnie ou son genre. 
Le concept coranique de "oumma" dépend de ce concept unifié d'une communauté islamique : on a fait appel à ce concept à nouveau au XIXe siècle, comme une réponse à la colonisation par les puissances européennes. Mohamed Iqbal (1877-1938), exégète musulman, a mis l'accent sur l'unité musulmane, d'un point de vue dénommé ensuite "oummatic". Il a comparé le sectarisme à une «idole» qui devait être «brisée pour toujours". Il a déclaré :Je condamne ce maudit sectarisme religieux et social, il n'y a pas de wahhabites, de chiites, de Mirza ou de sunnites. Battons-nous, non sur les interprétations de la vérité, mais sur la vérité elle-même quand elle est en danger. Dans sa vie plus tard, Iqbal a commencé à dépasser le domaine étroit des causes nationalistes et commença à parler aux musulmans répartis sur tout le globe, les encourageant à s'unifier en une seule communauté. L'influence de Iqbal sur Jinnah, le fondateur du Pakistan, est aussi bien documentée. Jinnah, converti au chiisme duodécimain quand il était jeune homme, lui-même se décrit publiquement comme ni chiite, ni sunnite, sa réponse standard aux questions lui demandant de définir sa secte était : Est-ce que Mahomet était chiite ou sunnite? D'autres intellectuels se sont levés contre le sectarisme à cette époque, comme Altaf Hussain Hali (en) qui a blâmé le sectarisme qui rabaisse les musulmans, Aga Khan III qui l'a cité comme un obstacle au progrès et Muhammad Akram Khan (en) qui a dit que le sectarisme faisait obstacle aux capacités intellectuelles des exégètes musulmans.
Des musulmans non confessionnels peuvent également défendre cette position en citant le Coran, par exemple la sourate Al-Imran verset 103, qui demande aux musulmans de rester unis, ne pas se diviser. Au Pakistan, le sectarisme est cité comme un obstacle à l'unification islamique droit: «codification des lois islamiques liés à la famille et de la propriété sur la base de la notion de Talfiq devrait également être envisagée, cela nécessitera une forte opinion publique en faveur de cette unification de la loi islamique sur une base non-sectaire, car aucun changement ne peut être considéré comme permanent sauf s'il possède l'unanimité du public".

## Quelques données
Selon le Pew Research Center, dans 22 pays du monde au moins un musulman sur cinq s'identifie comme "uniquement musulman". Au Kazakhstan, c'est le cas de 74 % des musulmans, en Albanie (65 %), Kirghizistan (64 %), Kosovo (58 %), Indonésie (56 %), Mali (55 %), Bosnie-Herzégovine (54 %), Ouzbékistan (54 %), Azerbaïdjan (45 %), Russie (45 %) et Nigeria (42 %).

## Quelques personnalités
- Djemâl ad-Dîn al-Afghâni
- Mohamed Iqbal
- Muhammad Ali Jinnah